# Говорушка
Говору́шка, клито́цибе (лат. Clitócybe) — род шляпочных грибов семейства Рядовковые (лат. Tricholomataceae). Говорушками также называют грибы других родов, близких или внешне похожих (Lepista, Leucopaxillus).

## Описание
- Плодовые тела чаще всего небольших или средних размеров (диаметр шляпки около 3—6 см).
- Шляпка светлая: беловатая, серовато-коричневая, палевая; вогнутая посередине, до воронковидной; гладкая, сухая.
- Ножка тонкая (0,5—1 см), цилиндрическая.
- Пластинки белые или светлоокрашенные, низбегающие на ножку.
- Споровый порошок белый или кремово-белый.

## Экология и распространение
Образуют микоризу чаще с лиственными деревьями. Произрастают в лесах, группами, образуя «ведьмины круги». Некоторые — обитатели травяных сообществ (луга, парки). В России распространены преимущественно в лесах умеренной зоны европейской части, Сибири, Приморского края.

## Практическое значение
В роду есть как съедобные, так и ядовитые виды, в том числе смертельно ядовитые. Большинство видов трудноразличимы, поэтому собирать говорушки рекомендуется только опытным грибникам.

## Виды
Род говорушка объединяет около 250 видов, из которых в России произрастает около 60 видов. Некоторые из них:
- Clitocybe candicans (Pers.) P.Kumm., 1871 — Говорушка белёсая
- Clitocybe diatreta (Fr.) P.Kumm., 1871 — Говорушка просвечивающая
- Clitocybe ditopa (Fr.) Gillet, 1874 — Говорушка слабопахучая
- Clitocybe geotropa (Bull.) Quél., 1872 — Говорушка подогнутая
- Clitocybe gibba (Pers.) P.Kumm., 1871 — Говорушка ворончатая
- Clitocybe inornata (Sowerby) Gillet, 1874 — Говорушка неукрашенная
- Clitocybe metachroa (Fr.) P.Kumm., 1871 — Говорушка бледноокрашенная
- Clitocybe nebularis (Batsch) P.Kumm., 1871 typus — Говорушка дымчатая
- Clitocybe odora (Bull.) P.Kumm., 1871 — Говорушка пахучая
- Clitocybe phyllophila (Pers.) P.Kumm., 1871 — Говорушка листолюбивая, или восковатая
- Clitocybe pruinosa (Lasch) P.Kumm., 1871 — Говорушка снежная
- Clitocybe rivulosa (Pers.) P.Kumm., 1871 — Говорушка красноватая, или беловатая
- Clitocybe sinopica (Fr.) P.Kumm., 1871 — Говорушка сведённая
- Clitocybe squamulosa (Pers.) P.Kumm., 1871 — Говорушка чешуйчатая
- Clitocybe vibecina (Fr.) Quél., 1872 — Говорушка желобчатая